# Eduardo Archibold
Eduardo Jaime Archibold Brown (Panama, 19 maggio 1987) è un cestista panamense.

## Carriera
Con Panama ha disputato due edizioni dei Campionati americani (2009, 2011).